# العباس بن عتبة
العباس بن عتبة بن أبي لهب بن عبد المطلب الهاشمي القرشي (نحو 10 ق هـ - 613م/ 63 هـ -683 م): شاعر، ومن الأعيان في عصر صدر الإسلام، من بني هاشم. أدرك النبي صلى الله عليه وسلم، وله مع عثمان بن عفان أخبار. شهد هو وابنه الفضل اللهبي معركة الجمل وصفين مع عمه علي بن أبي طالب. كان أحد زعماء المدينة المنورة في ثورتها على بني أمية، وأظهر في وقعة الحرة بسالة، وقتل فيها.

## نسبه
- هو:العباس بن عتبة ابن أبي لهب بن عبد المطلب بن هاشم بن عبد مناف بن قصي بن كلاب بن مرة بن كعب بن لؤي بن غالب بن فهر القرشي.[5]
- أبيه:عتبة بن أبي لهب بن هاشم.
- أمه: أم الْعَبَّاس بنت شراحيل بن أوس بن حبيب بن الوجيه، من حمير.[6]
- زوجته: آمنة بنت العباس بن عبد المطلب بن هاشم.[7]
- ابنه: الفضل بن العباس بن عتبة ابن أبي لهب بن عبد المطلب بن هاشم.

## مختصر حياته

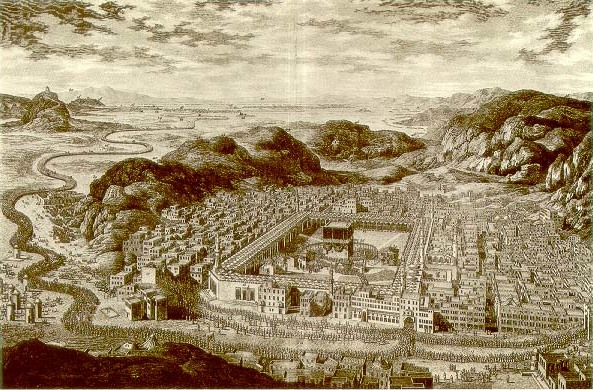
مكة المكرمة حيث نشأ العباس وأبيه وأجداده من بني هاشم

نشأ العباس في بيت بني هاشم، وله أدراك للنبي ﷺ، وكان معدودًا في الرجال بزمن النبي ﷺ، وقد يكون له صحبة، وبيته في مكة المكرمة مشهور.أما أبيه عتبة بن أبي لهب فأسلم عام الفتح، وقد جاء في الطبقات الكبرى: «عن ابن عباس عن العباس بن عبد المطلب قال: لما قَدِمَ رسول الله ﷺ مكّة في الفتح، قال لي: "يا عبّاس أين ابنا أخيك عتبة ومعتب لا أراهما؟" قال قلتُ: يا رسول الله تنحّيا فيمن تنحّى من مُشْرِكي، قريش فقال لي: "اذْهب إليهما وآتني بهما". قال العبّاس فركبتُ إليهما بعَرَنَة فأتيتُهما فقلتُ إنّ رسول الله ﷺ، يدعوكما. فركبا معي سريعين حتى قدما على رسول الله ﷺ، فدعاهما إلى الإسلام، فأسلما وبايعا»، وكان الرسول مسرورًا بإسلام عتبة وأخيه معتب، قال الطبري:« قال العباس: فقلت له: سرك الله يا رسول الله، فإني أرى في وجهك السرور، فقال النبي ﷺ: نعم إني أستوهبت ابنى عمى هذين ربي فوهبهما لي».
وشهد أبيه عتبة يوم حنين والطائف ولم يهاجر من مكة حتى توفي، قال الزبير بن بكار: «شهد عتبة ومعتب حنيناً مع النبي ﷺ وثبتا فيمن ثبت معه، وأصيب عين معتب يومئذ؛ وأقاما بمكة، لم يأتيا المدينة؛ ولهما عقب».وجاء في الطبقات الكبرى في ترجمة عتبة:« فخرجا معه في فوره ذلك إلى حنين فشهدا غزوة حنين، وثبتا مع رسول الله صلى الله عليه وسلم يومئذٍ فيمن ثبت من أهل بيته وأصحابه». وأبيه عتبة شاعرًا أيضًا،وكان من الرافضين لبيعة أبي بكر والمدافعين عن أحقية بني هاشم وعلي بن أبي طالب بالخلافة،وقال عتبة بن أبي لهب في ذلك:
نزل العباس المدينة المنورة بعد وفاة أبيه عتبة في خلافة أبي بكر الصديق، ثم تزوج العباس بن عتبة بن أبي لهب بن عبد المطلب ابنت عم أبيه الصغرى آمنة بنت العباس بن عبد المطلب وأبوها حيًا، فأنجبت له الفضل اللهبي الشاعر المشهور.وفي سنة 17 هـ منيت المدينة بقحطٍ وجفاف، فاستسقى عمر بن الخطاب بالعباس بن عبدالمطلب، وقال: «اللهم إنا كنا إذا قحطنا على عهد نبيك توسلنا به؛ وإنا نستسقي إليك بعم نبيك العباس». فنزل المطر، وقال العباس بن عتبة - وكان شاعرًا - في ذلك:
وفي خلافة عثمان بن عفان، كان العباس مال إلى المؤلبين على عثمان بن عفان في أواخر عهده، وانحراف بني هاشم وآل عتبة عن عثمان من أجله. وسببها أنه كان بينه وبين عمار بن ياسر كلام أدى إلى تقاذفهما. فضربهما عثمان على ذلك. وفي ذلك روى الطبري:«... فعمار بن ياسر؟ قَالَ: كَانَ بينه وبين عباس بن عتبة بن أبي لهب كلام، فضربهما عُثْمَان، فأورث ذاك بين آل عمار وآل عتبة شرا حَتَّى اليوم». وهذه الأحداث من الأسباب التي أدت إلى الفتنة الكبرى المشهورة في التاريخ العربي الإسلامي.
شهد العباس بن عتبة وابنه الفضل حروب علي بن أبي طالب بعد مقتل عثمان بن عفان، وكان ابنه شاعر المعركة. وبعد مقتل علي، تحول العباس بن عتبة الهاشمي إلى المدينة المنورة، ولم يزل بها ساكنا إلى أن حدثت وقعة الحرة، وكان شيخًا كبيرا وأحد زعماء المدينة المنورة في ثورتها على بني أمية، فأظهر فيها بسالة وشجاعة، وقتل فيمن قتل من الهواشم وأعيان وكبراء المدينة سنة 63 هـ الموافقة 683.